# Elasmus setosiscutellatus
Elasmus setosiscutellatus är en stekelart som beskrevs av Crawford 1910. Elasmus setosiscutellatus ingår i släktet Elasmus och familjen finglanssteklar. Inga underarter finns listade i Catalogue of Life.